# نبوءة ذاتية التحقق
النبوءة ذاتية التحقق هي التوقع الذي يجعل من نفسه صحيحًامباشرة أو غير مباشر، وبنفس شروط التوقع أو النبوة ذاتها، بسبب ردود الفعل الإيجابية بين الاعتقاد والسلوك. على الرغم من وجود الأمثلة على مثل هذه النبوءات في الأدب خصوصًا بما يعود إلى اليونان القديمة والهند القديمة، إلا أن عالم الاجتماع روبرت ك. ميرتون الذي يرجع إليه الفضل في صياغة تعبير «نبوءة ذاتية التحقق» وإضفاء الطابع الرسمي على هيكلها وعواقبها. في مقالته في عام 1948 بعنوان «النبوة الذاتية»، عرّفها ميرتون كالتالي:
وبعبارةٍ أخرى، فإن النبوءة الإيجابية أو السلبية أو الاعتقاد القوي أو الوهم قد تؤثر كثيرًا على الناس حتى تحقق ردود أفعالهم النبوءة التي كانت في يوم من الأيام كاذبة.
النبوءة التي تحقق ذاتها هي محفّزات في أثر التأكيد السلوكي حيث يُسبب السلوك الذي تأثر بالتوقعات في تحقيقها. وهي مكملة للنبوة التي تهزم نفسها.

## تاريخ المفهوم
ينبثق مفهوم ميرتون عن النبوءة الذاتية التحقق المستقاة من نظرية توماس، التي تنص على أنه «إذا عرّف الرجال المواقف على أنها حقيقية، فهي حقيقية في عواقبها». وفقًا لتوماس، فإن الناس لا يستجيبون فقط للحالات التي يعيشون فيها، ولكنهم غالبًا ما يستجيبون في المقام الأول إلى الطريقة التي يدركون بها المواقف والمعنى الذي يعينونه لمفاهيمهم. لذلك، يُحدد سلوكهم جزئياً من خلال فهمهم والمعنى الذي يعنونه للحالات التي يعيشون فيها، بدلاً من الحالات نفسها. بمجرد أن يقنع الناس أنفسهم بأن أي موقف له معنى محدد بالفعل، بغض النظر عما إذا كان كذلك، فسوف يتخذون بالنتيجة لذلك إجراءات حقيقية للغاية.
طوَّر ميرتون هذا المفهوم وطبّقه على الظواهر الاجتماعية الأخيرة. في كتابه «النظرية الاجتماعية والبنية الاجتماعية»، يُعطي ميرتون مثالًا عن أحد البنوك التي يحدث بها خطأٌ ما فيبدأ العملاء بالقدوم وسحب أموالهم بالتدريج وخصوصًا بعد انتشار شائعة إفلاس البنك. سحب العملاء كل أموالهم بسبب تلك الإشاعة مما أدى فعلًا إلى إفلاسه. يختتم ميرتون هذا المثال بالتحليل التالي:
استنتج ميرتون أن الطريقة الوحيدة لكسر دورة النبوءة الذاتية التحقق هي إعادة تحديد المعايير التي تستند إليها فرضيات النبوءة.
في نماذج التوقعات الاقتصادية للتضخم، فإن توقعات الناس للتضخم المستقبلي تقودهم إلى الإنفاق أكثر خلال اليوم ومطالبتهم بنسب اسمية أعلى وأهم للمدخرات حيث أنهم يتوقعون أن الأسعار سوف ترتفع. يؤدي هذا الطلب وزيادة الإنفاق في الوقت الحاضر إلى خلق ضغط تضخمي ويمكن أن يسبب التضخم حتى لو كانت توقعات التضخم في المستقبل غير موجودة. لعبت نظرية التوقعات للتضخم دوراً كبيراً في إجراءات بول فولكر خلال فترة توليه منصب الرئيس الفيدرالي الاحتياطي في مكافحة «الركود التضخمي» في عام 1970.

### تطبيقات
تكثر الأمثلة في دراسات نظرية التنافر المعرفي ونظرية الإدراك الذاتي أن الناس غالبا ما يغيرون مواقفهم لتتوافق مع ما يصرّحون به علنًا.
طُبق هذا المفهوم في الولايات المتحدة الأمريكية على نطاقٍ واسع وبإستمرار في مجال إصلاح التعليم العام. قال ثيودور براميلد: «في أبسط العبارات، يقدر ويعزز التعليم كل العادات الشخصية والثقافية التي تُعتبر مقبولة ومهيمنة». وقد أختُبرت الآثار والمواقف الخاصة بالمعلمين ومعتقداتهم وقيمهم التي تؤثر على توقعاتهم.
ظاهرة «حتمية الحرب» هي نبوءة تحقق ذاتها وقد تلقت الكثير من الدراسة.
الأدلة كثيرة من «تأثيرات التوقع بين الأشخاص» حيث يمكن للتوقعات الخاصة للأشخاص أن تتوقع نتائج العالم من حولهم. كما أن الآليات التي يحدث بها هذا الشيء هي مفهومة: فهي ببساطة أن توقعاتنا الخاصة تغير سلوكنا بطرق قد لا نلاحظها.
بعض الأمثلة المرتبطة بتأثيرات التوقع بين الأشخاص محددة ونوقشت في علم النفس، نذكر منها:
- تأثير «كليفر هانز»
- تأثير المراقب-المتوقع
- تأثير هاوثورن
- تأثير الدواء الوهمي
- تأثير بايجماليون
- تهديد النمطية
- الصورة النمطية

هذا النوع المحدد من النبوءة الذاتية التحقق شائعٌ جدًا ويتخذ أشكالًا متعددة. على سبيل المثال، قد يؤدي توقع تصرّف حزب سياسي بطريقة معينة على أساس العرق والدين والجنس في نهاية المطاف إلى تقليده للصورة النمطية للأحزاب الأخرى.

## الأدب والإعلام والفنون
في الأدب، غالبا ما تُستخدم النبوءات ذاتية التحقق كأداةٍ في النص. استُخدمت هذه النبوءة في العديد من القصص لكنها اكتسبت الكثير من الشعبية مؤخرًا في مجال الخيال العلمي. عادةً ما تُستخدم استخدامًا مثير ًاللسخرية مع الأحداث المصورة الناتجة عن تصرفات شخص يحاول منع النبوة. كما تستخدم في بعض الأحيان كفاصل كوميدي.

### الكلاسيكية
تستخدم العديد من الأساطير والحكايات الخيالية هذا العنصر كعنصر أساسي في الروايات المصممة لتوضيح مصير غير جيد. مثلًا، يتنبأ الطفل سواء كان حديث الولادة أم لم يُخلق بعد في القصة أن يسبب شيءًا لا يريده أولئك الذين في السلطة.

#### اليونانية
المثال الأكثر شهرة من الأساطير اليونانية هو أوديب الذي حُذّر والده من أنه سيُقتل على يد طفله. تخلى لايوس عن ابنه المولود أوديب ليموت، لكن أوديب وجد وتربى في أحد المنازل بعد أن عُثر عليه مرميًا وحيدًا. حُذّر أوديب عندما أصبح شابًا عن طريق أحد العرّافين من أنه سيقتل والده ويتزوج من أمه، غادر أوديبوس المنزل تبعًا لاعتقاده أن والديه الحاضنين كانا والديه الحقيقيين وسافر إلى اليونان ووصل في نهاية المطاف إلى المدينة حيث يعيش والديه البيولوجيين. تعارك أوديبوس هناك مع شخصٍ غريب ليتبين في النهاية أنه والده بعد أن قتله وتزوج أرملته التي تبين فيما بعد أنها أمّه الحقيقية. ليس بالضرورة أن يتجنب الناس نبوءة من أجل أن تكون النبوءة محققة لذاتها. على سبيل المثال، عندما تنبأ بأن زيوس سيطيح بأبيه كرونوس ويحتل عرشه كملكًا للآلهة، فقد شن حربًا ضده في محاولة مباشرة لتحقيق هذه النبوءة. هذا يجعل النبوءة تحقق نفسها لأنها كانت هي التي أعطت زيوس الإلهام للقيام بذلك في المقام الأول.

#### الرومانية
إن قصة رومولوس وريموس مثال آخر. وفقا للأسطورة، أطاح رجل أخاه الملك ثم أمر بإغراق أبنائه رومولوس وريموس خوفاً من أن يقتلوه في يوم من الأيام كما فعل مع أخيه. وُضع الأولاد في سلة وألقوا بهم في نهر التيبر. وجدت إحدى الذئاب الأطفال الرضع وربّتهم. في وقتٍ لاحق، وجد الراعي التوائم وأطلق عليهم اسمي رومولوس وريموس. عرف الأخوين في وقتٍ لاحق هويتهم الحقيقية وقصة قتل عمهم لأبيهم فقتلوه بعد أن عرفوا مكانه وبذلك كانت النبوءة قد تحققت.

#### العربية
إن النبوءة التي تحقق ذاتها هي حلم يحقق نفسه. تستخدم العديد من الحكايات في ألف ليلة وليلة والمعروفة أيضًا باسم «الليالي العربية» هذه الأداة لتعطي بعض التلميحات عن أحداث القصة. ومن الأمثلة البارزة على ذلك «الرجل المدمر الذي أصبح غنيًا مرةً أخرى من خلال الحلم» حيث يُقال فيه للرجل بمغادرة مدينته الأم بغداد والسفر إلى القاهرة، حيث سيكتشف مكان وجود بعض الكنوز الخفية.
يسافر الرجل إلى هناك ويفشل في إيجاد المكان بعد فقدانه الثقة في النبوءة، وينتهي به المطاف في السجن حيث يقول حلمه لضابط الشرطة. يسخر الضابط من فكرة الحلم ويخبر بطل الرواية أنه هو نفسه كان يحلم بمنزل مع فناء ونافورة في بغداد حيث دفن الكنز تحت النافورة. يُدرك الرجل أن المكان في الحلم هو منزله ثم يذهب بعد إطلاق سراحه إلى البيت ويحفر من أجل البحث عن الكنز. بعبارةٍ أخرى، لم ينبئ الحلم بالمستقبل فحسب، بل كان الحلم هو السبب في أن تنبؤاته قد أصبحت حقيقة. ظهر هذا النوع في وقتٍ لاحق في الفولكلور الإنجليزي.

#### الهندوسية
تظهر النبوءات الذاتية التحقق في الأدب الكلاسيكي السنسكريتي. في قصة كريشنا في الملحمة الهندية ماهابهاراتا، يظهر حاكم مملكة ماثورا خائفا من نبوءة توقعت موته على يد نجل أخته ديفاكي. ألقى الحاكم به في السجن وخطط على قتل كل الأولاد التي ستنجبهم أخته.
ولدت أخت الحاكم ولدًا بعد قتل أول ستة أطفال لها واسمته كريشنا وهرّبته بعيدًا عن أيدي أخيها الحاكم الذي سيقتله فورًا. وبعد سنوات، عاد من أجل قتل الحاكم والانتقام منه، فبذلك قُتل الحاكم على يد الشخص الذي كان يحاول قتله من أجل أن لا تتحقق النبوءة.